# Hamnkontoret, Trollhättan
Hamnkontoret är en träbyggnad vid Strandvägen i Trollhättan, som uppfördes 1917 eller 1924 (olika uppgifter på Trollhättans stads webbplats) som hamnkontor för Trollhättans hamn.
Byggnaden inrymde själva hamnkontoret i två rum på övervåningen. I bottenvåningen fanns två magasinsutrymmen. Magasinsdelen åt söder byggdes ut 1960, då det också fanns ett tullkontor i byggnaden. Magasin och tullkontor lades ned 1997.
Byggnaden har förändrats, men den kraftiga lockpanelen och de dubbla magasinsportarna finns kvar.
Trollhättans hamn ligger numera uppströms i industriområdet Stallbacka.